# 에드나 퍼바이언스
에드나 퍼바이언스(영어: Edna Purviance, 1895년 10월 21일~1958년 1월 11일)는 미국 초기 무성영화에 활동하였던 배우이다. 퍼바이언스는 찰리 채플린의 영화에 나왔는데 처음에는 채플린의 비서 역할을 하였다. 1915년에 채플린이 에사네이 스튜디오로 같을 때 발견하여 내내 배우 역할을 담당하였다.
퍼바이언스와 채플린과의 관계는 연인으로까지 발전하였으나 헤어진 후 퍼바이언스는 술을 마시기 시작, 채플린의 영화에서의 희극적 재능이 사라졌다. 이를 안타깝게 여긴 채플린은 <파리의 여인>의 여주인공을 그에게 주었지만 영화가 흥행에 실패함으로써 둘의 관계는 거의 끊어지고 말았다.
이후의 그가 출연한 영화는 1926년 <바다의 여인>, 1927년 <에듀케이션 데 프린스>가 전부인데 하나같이 <에듀케이션 데 프린스>는 프랑스에 찍은 영화라서 <바다의 여인>은 사실상 퍼바이언스가 할리우드에서 찍은 마지막 영화가 되었다.
그는 1938년에 존 P. 스퀘어와 결혼하였다. 에드나 퍼바이언스는 1958년에 캘리포니아주 로스앤젤레스에서 사망하였다.

## 출연한 영화

### 1915년
- 밤 외출 (A Night Out)
- 챔피언 (The Champion)
- 공원에서 (In the Park)

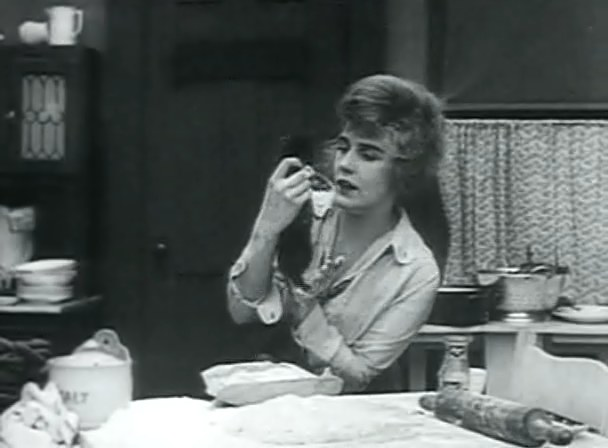
1916년 무성영화 전당포 중에서

- 값싼 도주 (A Jitney Elopement)
- 방랑자 (The Tramp)
- 해변에서 (By the Sea)
- 작업 (Work)
- 여자 (A Woman)
- 은행 (The Bank)
- 유괴 (Shanghaied)
- 한밤의 쇼 (A Night in the Show)
- 희화한 카르멘 (Burlesque on Carmen)

## 같이 보기
- 찰리 채플린
- 에사네이 스튜디오
- 뮤츄얼 필름
- 헨리 버그만